# Haggardia
Haggardia là một chi bướm đêm thuộc họ Geometridae.